# Beauville (Lot-et-Garonne)
Beauville é uma comuna francesa na região administrativa da Nova Aquitânia, no departamento de Lot-et-Garonne. Estende-se por uma área de 23,17 km². Em 2010 a comuna tinha 564 habitantes (densidade: 24,3 hab./km²).